# Calhoun County (Iowa)
Das Calhoun County ist ein County im US-amerikanischen Bundesstaat Iowa. Im Jahr 2020 hatte das County 9927 Einwohner und eine Bevölkerungsdichte von 6,7 Einwohnern pro Quadratkilometer.  Der Verwaltungssitz (County Seat) ist Rockwell City.

## Geografie
Das County liegt nordwestlich des geografischen Zentrums von Iowa und hat eine Fläche von 1482 Quadratkilometern, wovon sechs Quadratkilometer Wasserfläche sind.
Der Südwesten des Countys wird vom North Raccoon River durchflossen, der über den Raccoon River und den Des Moines River zum Stromgebiet des Mississippi gehört.
An das Calhoun County grenzen folgende Nachbarcountys:
| Buena Vista County | Pocahontas County            |                |
| Sac County         |                              | Webster County |
|                    | Carroll County Greene County |                |

## Geschichte

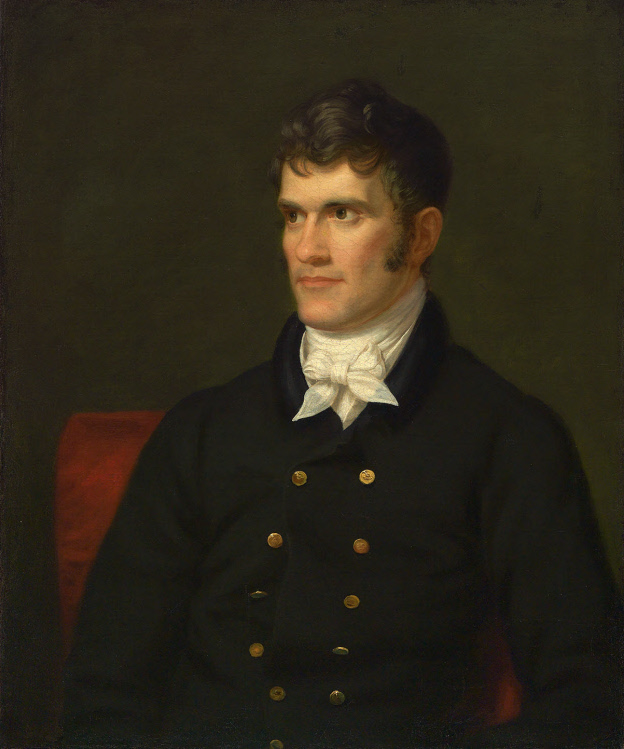
Calhoun

Das Calhoun County wurde am 15. Januar 1851 aus als frei bezeichneten – in Wirklichkeit aber von Indianern besiedelten – Territorium gebildet. Benannt wurde es 1853 nach John C. Calhoun (1782–1850), dem 7. Vizepräsidenten der Vereinigten Staaten.
Als 1870 die Schienen der Illinois Central Railroad auch durch dieses County gelegt wurden, verlegte man den Sitz der County-Verwaltung von Lake City nach Rockwell City. Der erste Zug erreichte Rockwell City am 7. August 1882 und die Einwohnerzahl verdoppelte sich noch im gleichen Jahr. Das erste, aus Holz erbaute Gerichtsgebäude brannte 1884 völlig nieder und die Verwaltung wurde in ein nahe gelegenes Hotel verlegt. 1913 wurde das noch heute verwendete Gerichtsgebäude erbaut.

Ab 1890 wurden im großen Stil Drainagen durch das County gebaut, um das Land trockenzulegen und mehr gutes Farmland zu erhalten. In den Jahren danach kristallisierte sich dies als die richtige Lösung heraus und das County wurde zu einem der landwirtschaftlich produktivsten und erfolgreichsten im ganzen Bundesstaat.

## Bevölkerung
Nach der Volkszählung im Jahr 2010 lebten im Calhoun County 9670 Menschen in 4293 Haushalten. Die Bevölkerungsdichte betrug 9,6 Einwohner pro Quadratkilometer. In den 4293 Haushalten lebten statistisch je 2,15 Personen.
Ethnisch betrachtet setzte sich die Bevölkerung zusammen aus 98,5 Prozent Weißen, 0,2 Prozent Afroamerikanern, 0,2 Prozent amerikanischen Ureinwohnern, 0,2 Prozent Asiaten sowie aus anderen ethnischen Gruppen; 0,6 Prozent stammten von zwei oder mehr Ethnien ab. Unabhängig von der ethnischen Zugehörigkeit waren 0,9 Prozent der Bevölkerung spanischer oder lateinamerikanischer Abstammung.
21,2 Prozent der Bevölkerung waren unter 18 Jahre alt, 55,1 Prozent waren zwischen 18 und 64 und 23,7 Prozent waren 65 Jahre oder älter. 51,4 Prozent der Bevölkerung war weiblich.
Das jährliche Durchschnittseinkommen eines Haushalts lag bei 44.833 USD. Das Prokopfeinkommen betrug 22.195 USD. 11,2 Prozent der Einwohner lebten unterhalb der Armutsgrenze.

## Ortschaften im Calhoun County
Citys
| - Farnhamville1 - Jolley - Knierim - Lake City | - Lohrville - Lytton2 - Manson - Pomeroy | - Rinard - Rockwell City - Somers - Yetter |

Census-designated place (CDP)
- Twin Lakes

Unincorporated Communities
| - Knoke - Lanedale - Lavinia - Piper | - Rands - Richards - Sherwood - Wieston |

1 – teilweise im Webster County

2 – teilweise im Sac County

## Gliederung
Das Calhoun County ist in 16 Townships eingeteilt:
| Township            | Einwohner (2010) | FIPS     |
| ------------------- | ---------------- | -------- |
| Butler Township     | 873              | 19-90423 |
| Calhoun Township    | 139              | 19-90441 |
| Cedar Township      | 306              | 19-90528 |
| Center Township     | 820              | 19-90585 |
| Elm Grove Township  | 164              | 19-91215 |
| Garfield Township   | 189              | 19-91509 |
| Greenfield Township | 248              | 19-91758 |
| Jackson Township    | 229              | 19-92103 |

| Township            | Einwohner (2010) | FIPS     |
| ------------------- | ---------------- | -------- |
| Lake Creek Township | 128              | 19-92370 |
| Lincoln Township    | 1915             | 19-92532 |
| Logan Township      | 115              | 19-92688 |
| Reading Township    | 511              | 19-93546 |
| Sherman Township    | 456              | 19-93855 |
| Twin Lakes Township | 1250             | 19-94152 |
| Union Township      | 468              | 19-94179 |
| Williams Township   | 132              | 19-94734 |

Die Stadt Lake City gehört keiner Township an.